# Primarias del Partido Republicano de 2012 en Pensilvania
Las Primarias del Partido Republicano de 2012 en Pensilvania se hicieron el 24 de abril de 2012. Las Primarias del Partido Republicano fueron una Primarias, con 72 delegados para elegir al candidato del partido Republicano para las elecciones presidenciales de Estados Unidos de 2012.  En el estado de Pensilvania estaban en disputa 72 delegados en la cual Mitt Romney ganó.

## Elecciones

### Resultados
| Primarias Republicanas de 2012 | Primarias Republicanas de 2012 | Primarias Republicanas de 2012 | Primarias Republicanas de 2012 |
| Candidato                      | Votos                          | Porcentaje                     | Delegados                      |
| ------------------------------ | ------------------------------ | ------------------------------ | ------------------------------ |
| Mitt Romney                    | 463,960                        | 58%                            | 11                             |
| Ron Paul                       | 105,340                        | 13.2%                          | 5                              |
| Newt Gingrich                  | 83,881                         | 10.5%                          | 4                              |
| Rick Santorum                  | 146,723                        | 18.3%                          | 3                              |
| Delegados no proyectados:      | Delegados no proyectados:      | Delegados no proyectados:      | 49                             |
| Total:                         | 799,804                        | 99.2%                          | 72                             |

| Clave: | Se retiró antes de las primarias |